# اوپلوت (ناحیه پلزن-جنوبی)
اوپلوت (به چکی: Oplot) یک منطقهٔ مسکونی در جمهوری چک است که در Plzeň-South District واقع شده‌است. اوپلوت ۶٫۸۷ کیلومتر مربع مساحت و ۳۴۳ نفر جمعیت دارد و ۴۰۸ متر بالاتر از سطح دریا واقع شده‌است.